# Messier 30
A Messier 30 (más néven M30 vagy NGC 7099) egy gömbhalmaz a Capricornus (Bak) csillagképben.

## Felfedezése
Az M30 gömbhalmazt Charles Messier francia csillagász fedezte fel, majd katalogizálta 1764. augusztus 3-án. Egyike Messier saját felfedezéseinek. Felfedezéseinek többségéhez hasonlóan Messier az M30-ban sem tudott különálló csillagokat észlelni, William Herschel volt az első, akinek sikerült csillagokra bontania a halmazt, 1784 táján.

## Tudományos adatok
A halmazban mindössze 12 változót sikerült azonosítani. Az objektum 181,9 km/s sebességgel közeledik felénk.

## Megfigyelési lehetőség
Szabad szemmel nem látható. Elhelyezkedése miatt a Messier-maraton esemény résztvevői körében az M30 egyike azon objektumoknak, melyek a leggyakrabban hiányoznak a megfigyelt objektumok listájáról, így a maraton nem lehet teljes.